# Perches
Perches, in creolo haitiano Pèch, è un comune di Haiti facente parte dell'arrondissement di Fort-Liberté nel dipartimento del Nord-Est.